# Больничная клоунада
Больни́чная клоуна́да — деятельность по социально-культурной реабилитации детей в стационарах больницы методами арт-терапии, клоунотерапии и игротерапии. Больничной клоунадой занимаются больничные клоуны.
Профессиональные больничные клоуны впервые появились в США в 1986 году. В России больничная клоунада начала развиваться более 10 лет назад.

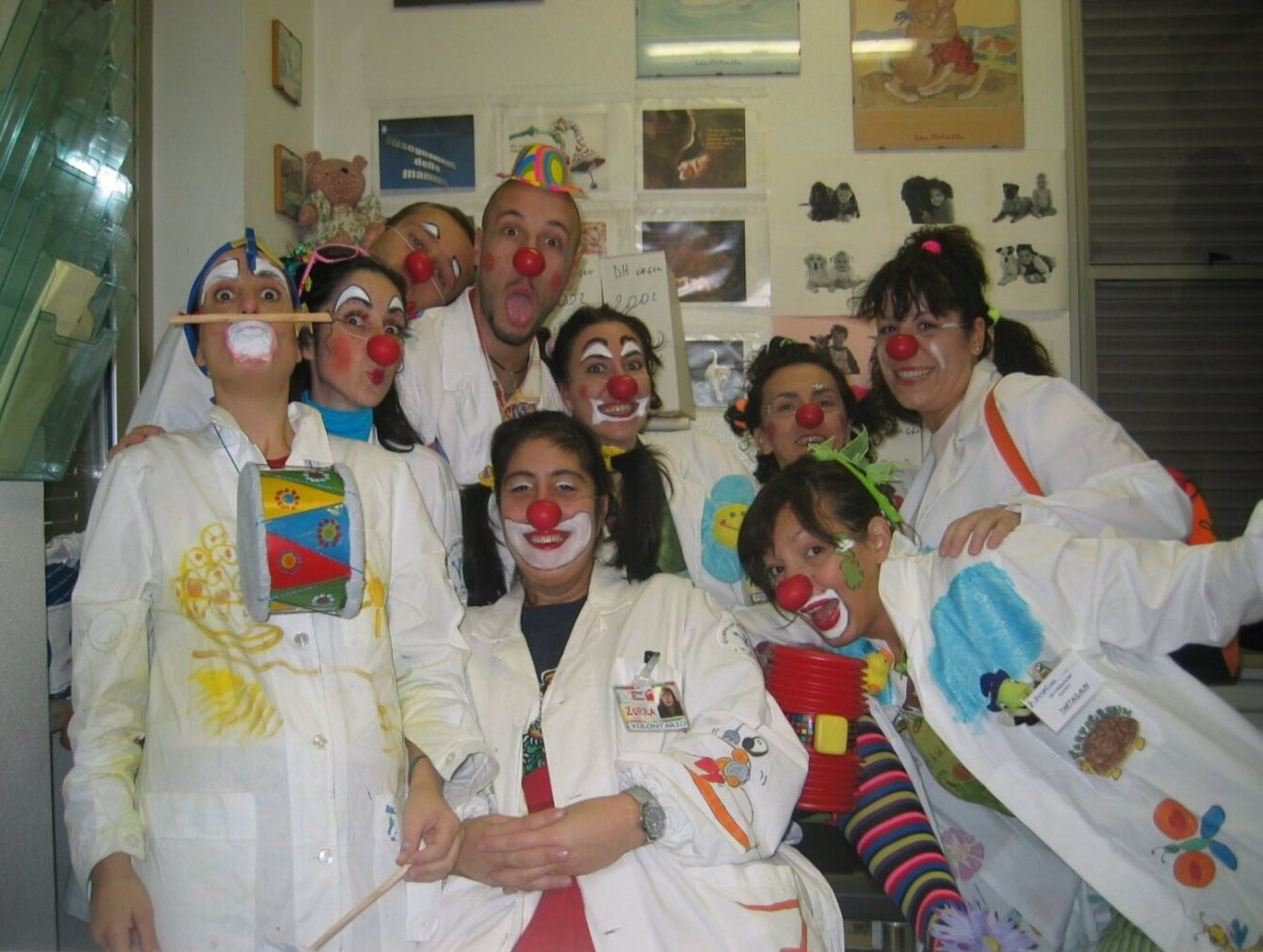
Группа больничных клоунов больницы Bambin Gesù в Италии, 2005 год.

В мире существует более 30 организаций больничной клоунады. Часть из них волонтёрские, часть профессиональные, например, Soccorso Clown в Италии, Rire médecin во Франции, Big Apple Circus в США, Funny Nose в Белоруссии, Автономная некоммерческая организация помощи детям «Больничные клоуны» и благотворительный фонд содействия развитию больничной клоунады "Доктор Клоун" в России, служба развития и поддержки Red Keds.
Деятельностью таких организаций является оказание помощи:
- детям, проходящим длительное и агрессивное медицинское лечение;
- детям, оставшимся без попечения родителей;
- детям, находящимся в кризисных ситуациях;
- детям, нуждающимся в адаптации на новой территории больницы;

а также обеспечение проведения психологических, реабилитационных, социально-культурных и развлекательных мероприятий.
В список задач входят:
- сокращение шоковых состояний при первой и последующих госпитализациях ребёнка;
- сокращение сроков синдрома госпитализма и периода пребывания между этапами хирургического и консервативного лечения;
- отвлечение и психологическая разгрузка ребёнка в предоперационный период и непосредственно после операции в реанимации;
- отвлечение и снятие болевого синдрома при проведении медицинских манипуляций, которые ребёнок оценивает как агрессию;
- психологическая гармонизация ребёнка в больнице через игру и интерактивное общение;
- мотивация детей на правильное и при этом весёлое принятие лекарств и пищи.